# Qui non si muore
Qui non si muore è un film del 2019 diretto da Roberto Gasparro.
Film commedia italiano con protagonista, tra gli altri, da Tony Sperandeo. Interamente girato a Montiglio Monferrato (Asti).

## Trama
Piccolo borgo abbandonato da tutti, ci vivono soltanto 39 persone, tutte oltre i settant’anni. Ma tra di loro qualcuno crede di poter cambiare le cose: quattro vecchietti, un giovane sindaco e un parroco messo al 41 bis dalla Curia si impegnano, tra mille inconvenienti, per difendere un diritto universale: il diritto alla felicità.

## Accoglienza

### Critica
Il pubblico ha decisamente gradito questa commedia di Roberto Gasparro: "Certi films mi fanno star bene, mi danno serenità,  mettono allegria; trasmettono messaggi positivi; ti fanno sentire dentro e dire: ma guarda quanto siamo belli !!!". Per qualcuno si poteva fare di più: "La conclusione - pur essendo azzeccata ai fini del messaggio ottimistico che intende lanciare - si rivela meno brillante del previsto.". Ma per qualcun altro è impresentabile: "Eccezion fatta per il fuoriclasse Tony Sperandeo, troppo più bravo (passateci l’espressione sgrammaticata) del resto del cast.".